# Alejandro Curbelo
Alejandro Curbelo, vollständiger Name Alejandro César Curbelo Aguete, (* 19. September 1973 in Montevideo) ist ein ehemaliger uruguayischer Fußballspieler und heutiger Trainer.

## Spielerkarriere

### Vereine
Der 1,82 Meter große Defensivakteur Curbelo gehörte zu Beginn seiner Karriere 1997 der Mannschaft von Miramar Misiones an. 1998 war der Club Atlético Basáñez sein Arbeitgeber. Im Jahr darauf spielte er für Central Español. In den Spielzeiten 1999/00 und 2000/01 ist eine Karrierestation in El Salvador beim Alianza FC für ihn verzeichnet. 2001 kam er in 27 Spielen der Primera División für die Montevideo Wanderers zum Einsatz und schoss ein Tor. In den Saisons 2002 und 2003 bestritt er 38 Erstligaspiele (kein Tor) für Nacional Montevideo. Die „Bolsos“ wurden in der erstgenannten Spielzeit Uruguayischer Meister. In der Saison 2003/04 sowie der Spielzeit 2004/05 war er erneut beim Alianza FC aktiv. 2005 stehen drei Erstligaeinsätze (kein Tor) in Reihen von Defensor Sporting für ihn zu Buche. Von 2006 bis in die Saison 2007/08 gehörte er dem Kader des Cerro Largo FC an. Beim Klub aus Melo lief er in 40 Ligapartien auf und erzielte zwei Treffer. Als seine letzte Karrierestation wird in der Spielzeit 2007/08 der Racing Club de Montevideo geführt. Dort absolvierte er zehn Ligaspiele (kein Tor).

### Nationalmannschaft
Curbelo debütierte am 16. Juli 2001 beim 1:1-Unentschieden im Vorrundenspiel der Copa América 2001 gegen die costa-ricanische Auswahl in der uruguayischen A-Nationalmannschaft, als ihn Trainer Víctor Púa in die Startelf beorderte. Bei diesem Turnier lief er ebenfalls in der Vorrundenbegegnung mit Honduras und im Viertelfinale erneut gegen Costa-Rica im Nationaltrikot auf. Zu diesem letztgenannten Einsatz am 22. Juli 2001 kamen keine weiteren für die „Celeste“ hinzu. Insgesamt absolvierte er somit drei Länderspiele. Ein Tor schoss er dabei nicht.

### Erfolge
- Uruguayischer Meister: 2002

## Trainerlaufbahn
Curbelo war von Dezember 2013 bis Oktober 2014 Cheftrainer des Alianza FC.